# Levir Culpi
Levir Culpi (ur. 28 lutego 1953 w Kurytybie) – brazylijski piłkarz, grający na pozycji pomocnika, trener piłkarski.

## Kariera piłkarska

### Kariera klubowa
W 1971 rozpoczął karierę piłkarską w Coritiba. Potem występował w klubach Botafogo, Santa Cruz, Colorado, Atlante, Vila Nova, Figueirense i EC Juventude, gdzie zakończył karierę w 1986 roku.

## Kariera trenerska
Karierę szkoleniowca rozpoczął w 1986 roku. Trenował kluby EC Juventude, Caxias, Athletico Paranaense, Marcílio Dias, Inter de Limeira, Criciúma, SC Internacional, Coritiba, Al-Ittifaq, Paraná Clube, Guarani FC, Atlético Mineiro, Portuguesa, Cruzeiro EC, Cerezo Osaka, São Paulo, Sport, SE Palmeiras, Botafogo i São Caetano.

## Sukcesy i odznaczenia

### Sukcesy trenerskie
Inter de Limeira
- mistrz Campeonato Brasileiro Série B: 1988

Criciúma
- mistrz Campeonato Catarinense: 1989

Paraná
- mistrz Campeonato Paranaense: 1993

Cruzeiro
- zdobywca Copa do Brasil: 1996
- mistrz Campeonato Mineiro: 1996, 1998
- zdobywca Recopa Sudamericana: 1998
- zdobywca Copa Centro-Oeste: 1999

São Paulo
- mistrz Campeonato Paulista: 2000

Atlético Mineiro
- mistrz Campeonato Mineiro: 1995, 2007
- mistrz Campeonato Brasileiro Série B: 2006
- zdobywca Recopa Sudamericana: 2014
- zdobywca Copa do Brasil: 2014